# نيل أرمسترونغ (لاعب هوكي الجليد)
نيل أرمسترونغ هو لاعب هوكي الجليد كندي، ولد في 20 ديسمبر 1932 في بليمبتون - وايومنغ ‏ في كندا.